# Richard Portnow
Richard Portnow (* 26. Januar 1947 in Brooklyn, New York) ist ein US-amerikanischer Schauspieler.

## Leben und Karriere
Portnow besuchte während seines Studiums am Brooklyn College erste Schauspielklassen und erhielt dabei auch eine Newcomer-Auszeichnung. Nach Ende des Studiums wandte er sich zeitweise von der Schauspielerei ab, um etwas anderes kennenzulernen, und war als Besitzer eines Antiquitätenladens und Mitarbeiter in Bars und Nachtclubs tätig. Ende der 1970er-Jahre kam er wieder zur Schauspielerei und spielte anfangs in Fernsehwerbungen, später auch beim Theater. So war er am Broadway in den 1980er-Jahren in den Produktionen A Month of Sundays und The House of Blue Leaves zu sehen. Auch am Londoner Royal Court Theatre hat er bereits gespielt.
Portnow wirkte seit 1980 an über 100 Kinofilmen mit, fast nur in Nebenrollen, die mal größer, mal kleiner ausfielen. Er spielte unter weltbekannten Regisseuren wie David Fincher, Woody Allen, Terry Gilliam, Cameron Crowe, Jim Jarmusch, Costa-Gavras, Barry Levinson, Sydney Pollack und den Coen-Brüdern. Häufig verkörperte er autoritär wirkende Personen wie Polizeikommissare, Anwälte, Gangster oder Vorgesetzte. In sein Repertoire fallen sowohl Auftritte als Polizist wie in Kindergarten Cop (1990) und Barton Fink (1991), als auch zwielichtigere Rollen wie als Handlanger von Harvey Keitels Schurken in Sister Act – Eine himmlische Karriere (1992). In den im alten Hollywood spielenden Filmbiografien Hitchcock (2013) und Trumbo (2015) spielte er jeweils historische Rollen als Filmstudioboss. Sehr oft ist Portnow in Thrillern wie Ghost Dog – Der Weg des Samurai, Find Me Guilty – Der Mafiaprozess, Verführung einer Fremden und Gesetz der Rache zu sehen.
Im US-Fernsehen ist Portnow seit den 1980er-Jahren in erfolgreichen Serien wie Mord ist ihr Hobby, Seinfeld, Die Nanny, The Mentalist, Suits, Grey’s Anatomy und Shameless als Gastdarsteller zu sehen. Eine seltene Hauptrolle hatte er 1993 in der Sitcom Home Free, die aber schon nach 13 Folgen eingestellt wurde. Seine wahrscheinlich bekannteste Fernsehrolle spielte Portnow zwischen 1999 und 2004 in 13 Folgen der Serie Die Sopranos als Anwalt Harold 'Mel' Melvoin.

## Filmografie (Auswahl)

### Kino
- 1980: Roadie
- 1985: Susan … verzweifelt gesucht (Desperately Seeking Susan)
- 1987: Das Doppelspiel (The Squeeze)
- 1987: Der stählerne Vorhang (Weeds)
- 1987: Tin Men
- 1987: Radio Days
- 1987: Good Morning, Vietnam
- 1987: Inkognito (Hiding Out)
- 1988: Twins – Zwillinge (Twins)
- 1989: Teen Lover (Say Anything...)
- 1989: Chattahoochee
- 1989: Rohr frei für Familie Hollowhead – Life on the Edge (Meet the Hollowheads)
- 1990: Kindergarten Cop
- 1990: Julia und ihre Liebhaber (Tune in Tomorrow...)
- 1990: Havanna (Havana)
- 1991: Barton Fink
- 1991: Vater der Braut (Father of the Bride)
- 1991: For the Boys – Tage des Ruhms, Tage der Liebe (For the Boys)
- 1992: Die Maulwürfe (There Goes the Neighborhood)
- 1992: Sister Act – Eine himmlische Karriere (Sister Act)
- 1992: Ein Hund namens Beethoven (Beethoven)
- 1993: Bodyguard für heiße Nächte (Night Eyes Three)
- 1993: 4 himmlische Freunde (Heart and Souls)
- 1994: 36 Tage Terror (S.F.W.)
- 1994: Die Geschworene – Verurteilt zur Angst (Trial by Jury)
- 1995: Sieben (Se7en)
- 1995: (K)ein Vater gesucht (Man of the House)
- 1996: Bogus
- 1997: Mad City
- 1997: Private Parts
- 1998: Shadow of Doubt – Schatten eines Zweifels (Shadow of Doubt)
- 1998: My Giant – Zwei auf großem Fuß (My Giant)
- 1998: Fear and Loathing in Las Vegas
- 1999: Ghost Dog – Der Weg des Samurai (Ghost Dog: The Way of the Samurai)
- 2000: Happy Accidents
- 2000: Jeder stirbt – The Unscarred (The Unscarred)
- 2002: Poolhall Junkies
- 2006: Find Me Guilty – Der Mafiaprozess (Find Me Guilty)
- 2007: The Indian
- 2007: Verführung einer Fremden (Perfect Stranger)
- 2007: Good Time Max
- 2008: Tinkerbell (Tinker Bell, Stimme)
- 2008: The Spirit
- 2009: Life Is Hot in Cracktown
- 2009: Gesetz der Rache (Law Abiding Citizen)
- 2010: Killer Expendables
- 2012: Hitchcock
- 2013: Oldboy
- 2014: Sitter-Cam (Nanny Cam)
- 2015: Trumbo
- 2016: Café Society
- 2017: Andover
- 2018: Higher Power – Das Ende der Zeit (Higher Power)

### Fernsehen
- 1983: Discokiller in New York (Trackdown: Finding the Goodbar Killer, Fernsehfilm)
- 1985–1986: Der Equalizer (The Equalizer, 3 Folgen)
- 1988: Kampf gegen die Mafia (Wiseguy, Folge Blood Dance)
- 1989: Unbarmherzige Meute (Original Sin, Fernsehfilm)
- 1989: Peter Gunn, Privatdetektiv (Peter Gunn, Fernsehfilm)
- 1990: Ein gesegnetes Team (Father Dowling Mysteries, Folge The Movie Mystery)
- 1991/1994: Mord ist ihr Hobby (Murder, She Wrote, 2 Folgen)
- 1993: Seinfeld (Folge The Handicap Spot)
- 1993: Tödlicher Duft (Based on an Untrue Story, Fernsehfilm)
- 1993: Home Free (13 Folgen)
- 1994: Die Nanny (The Nanny, Folge A Star Is Unborn)
- 1995: Ed McBain: Wettlauf mit einem Mörder (Ed McBain's 87th Precinct: Lightning, Fernsehfilm)
- 1995: Herkunft unbekannt (Donor Unknown, Fernsehfilm)
- 1995/2005: New York Cops – NYPD Blue (2 Folgen)
- 1996: Immer Ärger mit Dave (Dave's World, Folge Love Me Like a Rock)
- 1996/1997: Verrückt nach dir (Mad About You, 2 Folgen)
- 1996–1997: EZ Streets (10 Folgen)
- 1997: Walker, Texas Ranger (Folge Trial of LaRue)
- 1998: Chaos City (Folge Deaf Man Walking)
- 1999: Das Leben und Ich (Boy Meets World, Folge Can I Help to Cheer You?)
- 1999–2004: Die Sopranos (The Sopranos, 13 Folgen)
- 2000: Für alle Fälle Amy (Judging Amy, Folge The Out-of-Towners)
- 2002: The Shield – Gesetz der Gewalt (Folge Cherrypoppers)
- 2004–2006: Boston Legal (4 Folgen)
- 2004/2009: Nip/Tuck – Schönheit hat ihren Preis (2 Folgen)
- 2005: Donald Trumps Grosse Show (Trump Unauthorized, Fernsehfilm)
- 2006: Hannah Montana (Folge On the Road Again)
- 2008: Cold Case – Kein Opfer ist je vergessen (Folge The Dealer)
- 2010: Jack’s Family Adventure (Fernsehfilm)
- 2011: The Mentalist (Folge Scarlet Ribbons)
- 2012: CSI: NY (Folge Brooklyn Til I Die)
- 2012: Hawaii Five-0 (Folge Kupale)
- 2012: Franklin & Bash (Folge For Those About to Rock)
- 2014: Parks and Recreation (3 Folgen)
- 2014: Suits (Folge Breakfast, Lunch and Dinner)
- 2015: Grimm (Folge Maiden Quest)
- 2015: Good Wife (The Good Wife, Folge Restraint)
- 2016: Elementary (Folge You've Got Me, Who's Got You?)
- 2017: Major Crimes (Folge Dead Drop)
- 2020: Grey’s Anatomy (Folge The Last Supper)
- 2021: Shameless (Folge Survivors)